# Ріккі Браун (тенісист)
Ріккі Браун (англ. Ricky Brown; нар. 1 квітня 1967) — колишній американський тенісист.
Найвищу одиночну позицію світового рейтингу — 215 місце досяг 10 листопада 1986, парну — 174 місце — 10 серпня 1987 року.
Здобув 1 парний титул.
Найвищим досягненням на турнірах Великого шолома було 2 коло в одиночному розряді.

## Фінали ATP Челленджер і ITF Ф'ючерс

### Парний розряд: 1 (1–0)
| Легенда              |
| -------------------- |
| ATP Челленджер (1–0) |
| ITF Ф'ючерс (0–0)    |

| Фінали за покриттям |
| ------------------- |
| Тверде (1–0)        |
| Ґрунт (0–0)         |
| Трава (0–0)         |
| Килим (0–0)         |

| Результат | В-П | Дата     | Турнір        | Рівень     | Покриття | Партнер   | Суперники                  | Рахунок       |
| --------- | --- | -------- | ------------- | ---------- | -------- | --------- | -------------------------- | ------------- |
| Перемога  | 1–0 | Сер 1985 | Віннетка, США | Челленджер | Тверде   | Люк Єнсен | Келле Евернден Браян Левін | 6–4, 5–7, 6–4 |

## Юніорські фінали турнірів Великого шолома

### Парний розряд: 1 (1 перемога)
| Результат | Рік  | Турнір               | Покриття | Партнер     | Суперники                    | Рахунок        |
| --------- | ---- | -------------------- | -------- | ----------- | ---------------------------- | -------------- |
| Перемога  | 1984 | Вімблдонський турнір | Трава    | Роббі Вайсс | Марк Кратцманн Юнас Свенссон | 1–6, 6–4, 11–9 |